# Gian Carlo Menotti

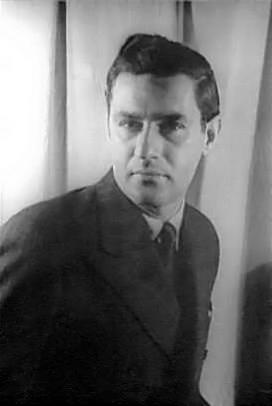
Gian Carlo Menotti 1944
Foto: Carl Van Vechten

Gian Carlo Menotti, född 7 juli 1911 i Cadegliano-Viconago, Lombardiet, Italien, död 1 februari 2007 i Monte Carlo i Monaco, var en italiensk-amerikansk kompositör och dramatiker.

## Biografi
Efter musikstudier vid musikkonservatoriet i Milano flyttade Menotti till Förenta Staterna där han fortsatte studera vid Curtis Institute of Music i Philadelphia 1928-1933. Han blev därefter lärare i komposition. 
Menotti skrev sina egna libretton och eftersom han var verksam i USA, skrev han dem på engelska.
Han avled 2007 i Monaco, där han också var bosatt.

## Verk
- 1937 - Amelia goes to the ball, opera
- 1939 - The old maid and the thief, sångspel för radio
- 1942 - The island God, tragisk opera
- 1946 – The Medium, opera
- 1947 - Telefonen, opera
- 1950 – Konsuln, opera
- 1951 - Amahl and the Night Visitors
- 1954 – The Saint of Bleecker Street
- 1982 – The boy who grew too fast